# Bereich Burg Cochem

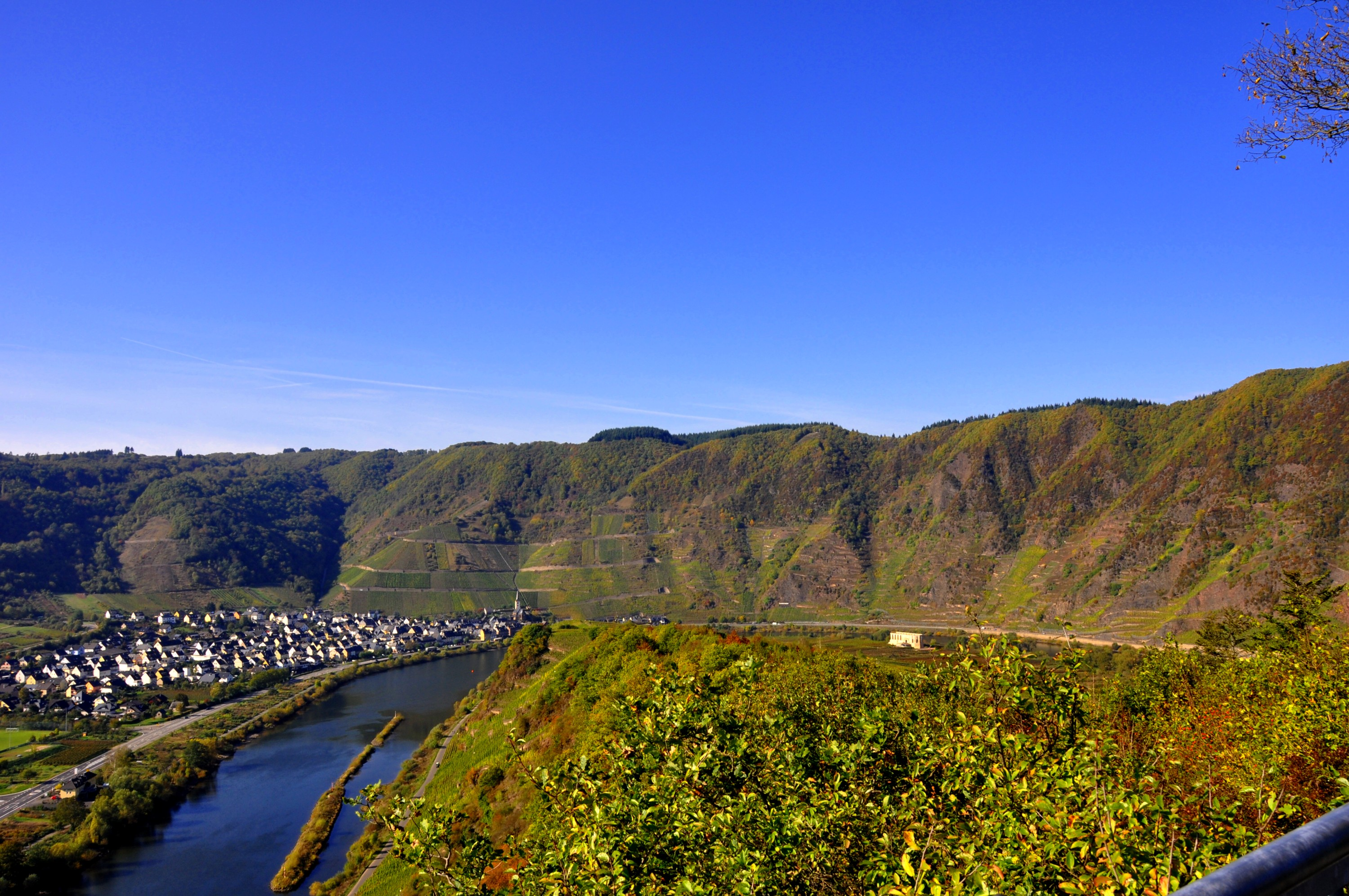
Blick auf den Bremmer Calmont, der als steilster Weinberg Europas gilt.

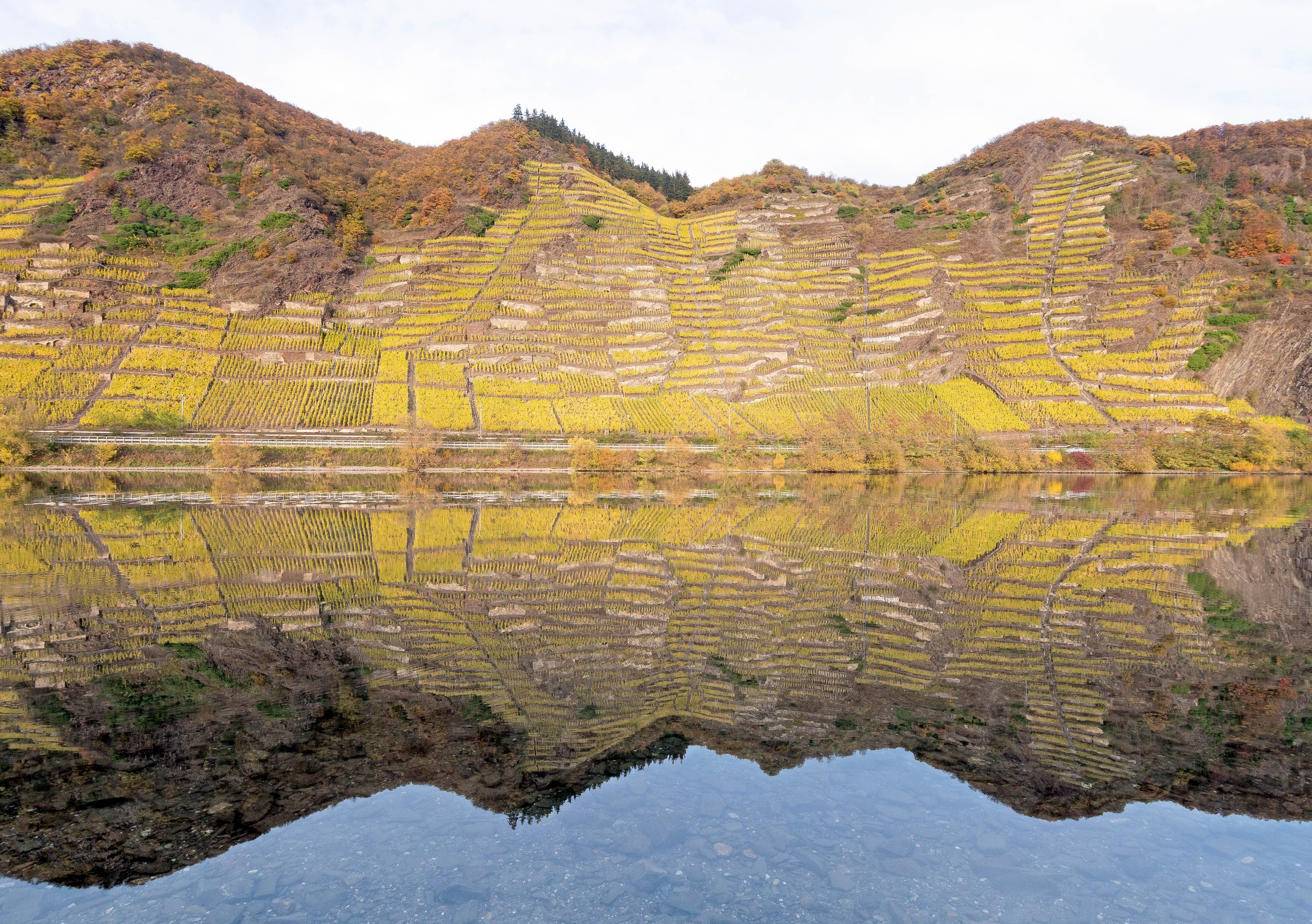
Die Einzellage Winninger Uhlen im regionaltypischen Terrassenanbau

Der Bereich Burg Cochem ist ein Weinanbaubereich im rheinland-pfälzischen Weinbaugebiet Mosel. Er umfasst 1167 Hektar Rebfläche entlang der Untermosel zwischen Zell und der Mündung des Flusses bei Koblenz.

## Gliederung
Der Bereich gliedert sich in fünf Groß- und 131 Einzellagen. Die Großlagen sind:
1. Goldbäumchen
2. Grafschaft
3. Rosenhang
4. Schwarze Katz
5. Weinhex

## Charakteristika
Die typische und bei weitem dominierende Rebsorte an der Untermosel ist Riesling, gefolgt von Müller-Thurgau (Rivaner).
Charakteristisch für das Weinbaugebiet sind die Enge des Flusstals und die besonders steilen Rebhänge. Die Weinstöcke finden oft nur auf schmalen, von Trockenmauern gestützten Terrassen Platz. Daher auch die Bezeichnung Terrassenmosel für diesen Flussabschnitt.